# Піфагор (місячний кратер)
Кра́тер Піфаго́р (лат. Pythagoras) — великий і глибокий молодий метеоритний кратер у північній півкулі видимого боку Місяця. Назву присвоєно Міхаелем Флоран ван Лангреном на честь давньогрецького філософа і математика Піфагора Самоського (570—490 роки до н. е.) і затверджено Міжнародним астрономічним союзом у 1935 році. Утворення кратера відбулося в ератосфенівському періоді.

## Опис кратера

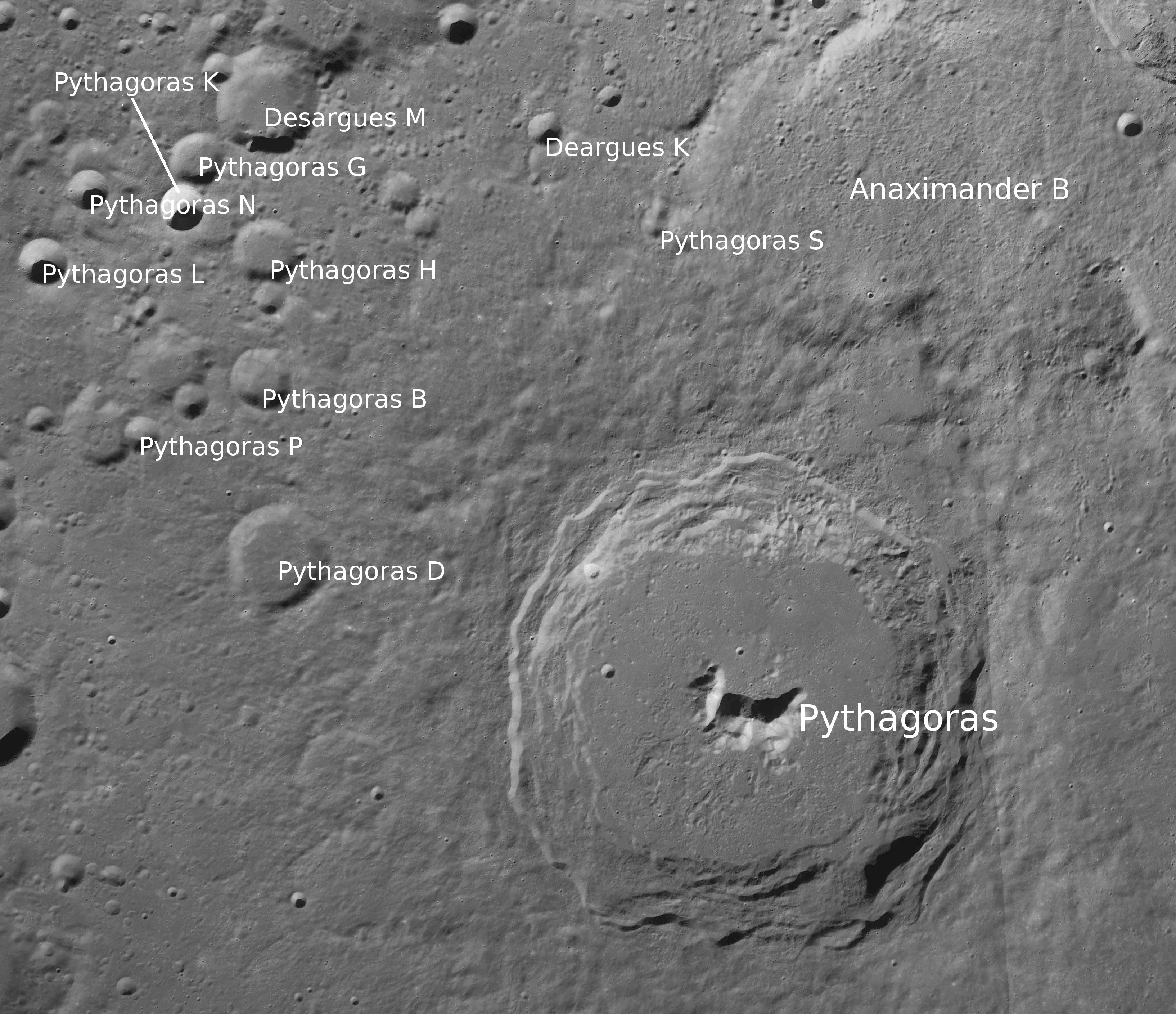
Околиці кратера Піфагор. Світлина зонда Lunar Reconnaissance Orbiter.

Найближчими сусідами кратера є кратер Дезарг на північному заході; кратер Анаксімандр на північному сході; кратер Беббідж на півдні південному сході; кратер Енопід на півдні і кратер Клеострат на заході південному заході. На півдні південному сході від кратера знаходиться Затока Роси, на півдні південному заході — Океан Бур. Селенографічні координати центру кратера 63°41′ пн. ш. 62°59′ зх. д. / 63.68° пн. ш. 62.98° зх. д., діаметр 144,6 км, глибина 5250 м.
Кратер Піфагор має полігональну форму і практично не зазнав руйнувань. Вал має чітко окреслену крайку і масивний зовнішній схил. Внутрішній схил валу широкий, з яскраво вираженою терасоподібною структурою. Біля підніжжя внутрішнього схилу знаходяться осипи порід. Висота валу в північній частині над дном чаші сягає 5200 м, об'єм кратера становить приблизно 22 300 км³. Дно чаші є порівняно рівним, можливо переформоване лавою, за виключенням горбистої південно-західної частини. В центрі чаші розташовані три масивних піки висотою 3270 м (центральний пік) і 3180 м (східний пік). Склад порід центральних піків — анортозит (A), габро-норито-троктолітовий анортозит із вмістом плагіоклазу 85-90 % (GNTA1).

## Сателітні кратери

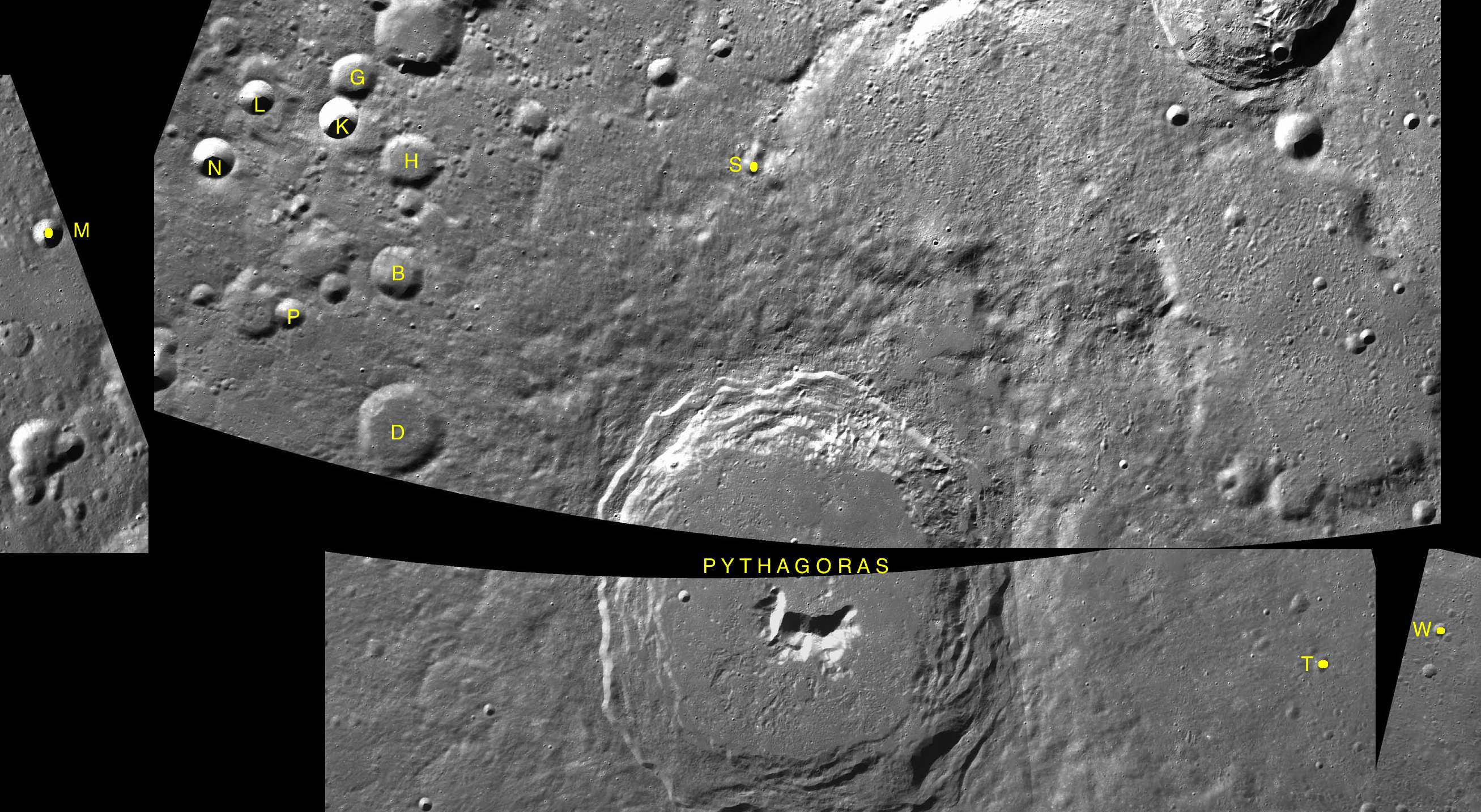
Фрагменти мап LAC-2, LAC-9, LAC-10, LAC-11.

| Піфагор | Координати                                                | Діаметр, км |
| ------- | --------------------------------------------------------- | ----------- |
| B       | 66°01′ пн. ш. 73°20′ зх. д. / 66.02° пн. ш. 73.33° зх. д. | 17,3        |
| D       | 64°31′ пн. ш. 72°22′ зх. д. / 64.51° пн. ш. 72.36° зх. д. | 28,8        |
| G       | 67°47′ пн. ш. 75°47′ зх. д. / 67.78° пн. ш. 75.79° зх. д. | 14,5        |
| H       | 67°07′ пн. ш. 73°46′ зх. д. / 67.11° пн. ш. 73.76° зх. д. | 19,1        |
| K       | 67°21′ пн. ш. 75°50′ зх. д. / 67.35° пн. ш. 75.84° зх. д. | 12,0        |
| L       | 67°18′ пн. ш. 78°02′ зх. д. / 67.3° пн. ш. 78.03° зх. д.  | 11,3        |
| M       | 67°23′ пн. ш. 80°32′ зх. д. / 67.38° пн. ш. 80.54° зх. д. | 9,3         |
| N       | 66°35′ пн. ш. 78°35′ зх. д. / 66.59° пн. ш. 78.58° зх. д. | 13,1        |
| P       | 65°20′ пн. ш. 75°36′ зх. д. / 65.34° пн. ш. 75.6° зх. д.  | 9,5         |
| S       | 67°45′ пн. ш. 65°00′ зх. д. / 67.75° пн. ш. 65° зх. д.    | 7,1         |
| T       | 62°30′ пн. ш. 51°40′ зх. д. / 62.5° пн. ш. 51.66° зх. д.  | 5,8         |
| W       | 63°13′ пн. ш. 49°21′ зх. д. / 63.21° пн. ш. 49.35° зх. д. | 4,1         |

## Спостереження
- Період спостережень: 5-й день після Першої чверті або 4-й день після останньої чверті
- Інструмент: 10x бінокль

## Атласи
- На мапі Рюкла: 2 Pythagoras
- Стор. у Віскарді: 405
- На мапі Гетфілда: 6f7 / 8a8
- Атлас Вестфола: 067N 075N 080N Q2N 213N 225N 233N 237N 247 N
- Lunar Orbiter: IV-176-H1 IV-176-H2 IV-190-H1 IV-190-H2 IV-190-M
- Морфологічний каталог кратерів Місяця: 133